# 대원고등학교 (서울)
대원고등학교(大元高等學校)는 대한민국 서울특별시 광진구 중곡동에 위치한 사립 고등학교로, 1978년에 개교하였다.

## 학교 연혁
- 1977년 5월 20일 : 학교법인 대원학원 설립 인가
- 1977년 6월 8일 : 설립자 이원희[1] 박사 이사장에 취임
- 1978년 2월 18일 : 설립자 이원희 박사 초대 학교장에 취임
- 1978년 3월 7일 : 개교 및 용마관 준공
- 1981년 2월 10일 : 대원고등학교 제1회 졸업
- 2003년 10월 1일 : 정보도서관 개관
- 2014년 3월 24일 : 대안교실운영학교 지정(서울시교육청 지정)
- 2015년 9월 1일 : 제8대 강신일 교장 취임
- 2017년 2월 8일 : 제37회 졸업(총 졸업생수 28,620명)
- 2021년 9월 1일 : 제11대 권영근 교장 취임
- 2022년 2월 8일 : 제42회 졸업(총 졸업생 수 34,087명)

## 참고 자료
- 대원고등학교 - 한국교육학술정보원 학교알리미